# Visconde de Itacolumi
Visconde de Itacolumi é um título nobiliárquico criado por D. Luís I de Portugal, por Decreto de 28 de Outubro de 1875, em favor de José Ferreira da Silva Santos, Jr., depois 1.º Conde de Itacolumi.
Titulares
1. José Ferreira da Silva Santos, Jr., 1º Visconde e 1.º Conde de Itacolumi.